# أكسل بير
أكسل بير (بالألمانية: Axel Beer)‏ هو عالم موسيقى ألماني، ولد في 17 فبراير 1956 في فولدا في ألمانيا.